# 2006년 월드 베이스볼 클래식 선수 명단
다음은 2006년 월드 베이스볼 클래식 선수 명단이다. 소속팀은 당시 선수가 소속되었던 팀을 적었다.
이번 대회는 2006년 3월 9일부터 3월 26일까지 치러졌다.

## A조

### 중화인민공화국
- 감독 짐 레페브레
- 코치 브루스 허스트 (투수)

| 번호 | 포지션 | 선수                | 생년월일         | 소속 팀           |
| ---- | ------ | ------------------- | ---------------- | ----------------- |
| 68   | 투수   | 부타오 (卜濤)       | 1983년 1월 15일  | 장쑤 페가수스     |
| 33   | 투수   | 천쿤 (陳坤)         | 1980년 3월 5일   | 쓰촨 드래곤스     |
| 24   | 투수   | 황취안 (黃權)       | 1983년 5월 14일  | 장쑤 페가수스     |
| 80   | 투수   | 라이궈준 (賴國鈞)   | 1973년 10월 3일  | 광둥 레오파스     |
| 6    | 투수   | 리천하오 (李晨浩)   | 1977년 7월 2일   | 베이징 타이거스   |
| 22   | 투수   | 리홍루이 (李宏瑞)   | 1986년 4월 22일  | 장쑤 페가수스     |
| 23   | 투수   | 리솨이 (李帥)       | 1985년 7월 11일  | 베이징 타이거스   |
| 7    | 투수   | 왕난 (王楠)         | 1981년 10월 7일  | 베이징 타이거스   |
| 21   | 투수   | 쉬정 (徐錚)         | 1981년 5월 10일  | 베이징 타이거스   |
| 66   | 투수   | 장쥔 (張俊)         | 1983년 12월 13일 | 상하이 골든이글스 |
| 17   | 투수   | 장리 (張力)         | 1980년 2월 3일   | 상하이 골든이글스 |
| 28   | 투수   | 자오보 (趙博)       | 1985년 8월 11일  | 쓰촨 드래곤스     |
| 15   | 투수   | 자오취안셍 (趙全勝) | 1979년 1월 15일  | 톈진 라이온스     |
| 12   | 포수   | 펑이 (馮毅)         | 1982년 8월 20일  | 광둥 레오파스     |
| 56   | 포수   | 왕웨이 (王偉)       | 1978년 12월 25일 | 베이징 타이거스   |
| 2    | 포수   | 장전왕 (張振旺)     | 1988년 3월 1일   | 톈진 라이온스     |
| 20   | 내야수 | 천치 (陳琦)         | 1981년 9월 23일  | 상하이 골든이글스 |
| 3    | 내야수 | 천저 (陳哲)         | 1975년 10월 14일 | 베이징 타이거스   |
| 5    | 내야수 | 펑페이 (馮飛)       | 1983년 2월 18일  | 쓰촨 드래곤스     |
| 11   | 내야수 | 궈타오 (國濤)       | 1987년 3월 21일  | 베이징 타이거스   |
| 51   | 내야수 | 리레이 (李磊)       | 1984년 6월 24일  | 베이징 타이거스   |
| 10   | 내야수 | 류광바오 (劉廣標)   | 1978년 9월 5일   | 광둥 레오파스     |
| 37   | 내야수 | 판원빈 (潘文彬)     | 1986년 12월 9일  | 광둥 레오파스     |
| 32   | 내야수 | 왕징차오 (王靖超)   | 1988년 7월 13일  | 톈진 라이온스     |
| 18   | 내야수 | 양궈강 (楊國剛)     | 1977년 2월 22일  | 톈진 라이온스     |
| 9    | 내야수 | 장위펑 (張玉峰)     | 1977년 2월 9일   | 상하이 골든이글스 |
| 26   | 외야수 | 류야깅 (劉雅卿)     | 1982년 7월 17일  | 장쑤 페가수스     |
| 1    | 외야수 | 쑨린펑 (孫嶺峰)     | 1978년 8월 14일  | 베이징 타이거스   |
| 35   | 외야수 | 양숴 (楊碩)         | 1981년 5월 18일  | 베이징 타이거스   |
| 36   | 외야수 | 장훙보 (張洪波)     | 1980년 6월 6일   | 광둥 레오파스     |

### 중화 타이베이
- 감독 린화웨이 (林華韋)
- 코치 헝이청 (洪一中), 예치시엔 (葉志仙), 루밍쓰 (呂明賜), 우푸리엔 (吳復連), 시에창헝 (謝長亨)

| 번호 | 포지션 | 선수                | 생년월일         | 소속 팀             |
| ---- | ------ | ------------------- | ---------------- | ------------------- |
| 97   | 투수   | 창치엔밍 (姜建銘)   | 1985년 5월 27일  | 요미우리 자이언츠   |
| 59   | 투수   | 추웨이밍 (朱尉銘)   | 1981년 8월 2일   |                     |
| 17   | 투수   | 수추시엔 (許竹見)   | 1981년 1월 25일  | 청타이 코브라스     |
| 63   | 투수   | 수웬시엉 (許文雄)   | 1978년 12월 5일  | 라뉴 베어스         |
| 32   | 투수   | 케빈 황 (黃俊中)    | 1982년 4월 25일  | 라뉴 베어스         |
| 88   | 투수   | 겅바이쉔 (耿伯軒)   | 1984년 10월 15일 |                     |
| 37   | 투수   | 궈홍즈 (郭泓志)     | 1981년 7월 23일  | 로스앤젤레스 다저스 |
| 11   | 투수   | 린은유 (林恩宇)     | 1981년 3월 25일  | 청타이 코브라스     |
| 19   | 투수   | 린잉지에 (林英傑)   | 1981년 5월 1일   |                     |
| 18   | 투수   | 판웨이룬 (潘威倫)   | 1982년 3월 5일   | 퉁이 라이온스       |
| 70   | 투수   | 사이잉펭 (蔡英峰)   | 1983년 5월 26일  | 라뉴 베어스         |
| 42   | 투수   | 셍썽웨이 (增菘瑋)   | 1984년 12월 28일 |                     |
| 46   | 투수   | 양첸푸 (陽建福)     | 1979년 4월 22일  | 싱농 불스           |
| 91   | 투수   | 양야오순 (陽耀勳)   | 1983년 1월 22일  | 소프트뱅크 호크스   |
| 41   | 포수   | 첸펑민 (陳峰民)     | 1977년 10월 29일 | 라뉴 베어스         |
| 34   | 포수   | 가오즈강 (高志綱)   | 1981년 2월 27일  | 퉁이 라이온스       |
| 27   | 포수   | 예춘창 (葉君璋)     | 1972년 10월 25일 | 싱농 불스           |
| 12   | 내야수 | 창치아하오 (張家浩) |                  | 싱농 불스           |
| 49   | 내야수 | 장타이산 (張泰山)   | 1976년 10월 31일 | 싱농 불스           |
| 13   | 내야수 | 첸융치 (陳鏞基)     | 1983년 7월 13일  |                     |
| 31   | 내야수 | 쳉찬밍 (鄭昌明)     | 1978년 1월 28일  | 중신 웨일즈         |
| 55   | 내야수 | 시에자센 (謝佳賢)   | 1976년 4월 8일   | 청타이 코브라스     |
| 51   | 내야수 | 후진룽 (胡金龍)     | 1984년 2월 2일   | 잭슨빌 선스         |
| 7    | 내야수 | 린즈성 (林智勝)     | 1982년 1월 1일   | 라뉴 베어스         |
| 15   | 내야수 | 양청쇼우 (陽仲壽)   | 1987년 1월 17일  | 니혼햄 파이터스     |
| 6    | 내야수 | 양센 (陽森)         | 1981년 3월 25일  | 퉁이 라이온스       |
| 8    | 외야수 | 찬치야오 (詹智堯)   | 1983년 1월 2일   |                     |
| 69   | 외야수 | 장젠밍 (張建銘)     | 1980년 7월 27일  | 싱농 불스           |
| 30   | 외야수 | 황롱이 (黃龍義)     | 1979년 2월 20일  | 라뉴 베어스         |
| 24   | 외야수 | 린웨이주 (林威助)   | 1979년 1월 22일  | 한신 타이거스       |

### 일본
- 감독 89 - 오 사다하루 (王貞治)
- 코치 84 - 타케다 카즈히로 (武田一浩), 85 - 쓰지 하쓰히코 (辻発彦), 86 - 카토리 요시타카 (鹿取義隆), 87 - 오시마 야스노리 (大島康徳), 88 - 히로타 스미오 (弘田澄男)

| 번호 | 포지션 | 선수                             | 생년월일         | 소속 팀                    |
| ---- | ------ | -------------------------------- | ---------------- | -------------------------- |
| 11   | 투수   | 시미즈 나오유키 (清水直行)       | 1980년 10월 30일 | 지바 롯데 마린스           |
| 12   | 투수   | 후지타 소이치 (藤田宗一)         | 1972년 10월 17일 | 지바 롯데 마린스           |
| 15   | 투수   | 구보타 토모요키 (久保田智之)     | 1981년 1월 30일  | 한신 타이거스              |
| 18   | 투수   | 마쓰자카 다이스케 (松坂大輔)     | 1980년 9월 13일  | 사이타마 세이부 라이온스   |
| 19   | 투수   | 우에하라 고지 (上原浩治)         | 1975년 4월 3일   | 요미우리 자이언츠          |
| 20   | 투수   | 야부타 야스히코 (薮田安彦)       | 1973년 6월 19일  | 지바 롯데 마린스           |
| 21   | 투수   | 와다 츠요시 (和田毅)             | 1981년 2월 21일  | 후쿠오카 소프트뱅크 호크스 |
| 24   | 투수   | 후지카와 규지 (藤川球児)         | 1980년 7월 21일  | 한신 타이거스              |
| 31   | 투수   | 와나타베 순스케 (渡辺俊介)       | 1976년 8월 27일  | 지바 롯데 마린스           |
| 40   | 투수   | 오츠카 아키노리 (大塚晶則)       | 1972년 1월 13일  | 텍사스 레인저스            |
| 41   | 투수   | 고바야시 히로유키 (小林宏之)     | 1978년 6월 4일   | 지바 롯데 마린스           |
| 47   | 투수   | 스기우치 토시야 (杉内俊哉)       | 1980년 10월 30일 | 후쿠오카 소프트뱅크 호크스 |
| 61   | 투수   | 이시이 히로토시 (石井弘寿)       | 1977년 9월 14일  | 도쿄 야쿠르트 스왈로스     |
| 61   | 투수   | 마하라 타카히로 (馬原孝浩)       | 1981년 12월 8일  | 후쿠오카 소프트뱅크 호크스 |
| 22   | 포수   | 사토자키 토모야 (里崎智也)       | 1976년 5월 20일  | 지바 롯데 마린스           |
| 27   | 포수   | 다니시게 모토노부 (谷繁元信)     | 1970년 12월 21일 | 주니치 드래건스            |
| 59   | 포수   | 아이카와 료지 (相川亮二)         | 1976년 7월 11일  | 요코하마 베이스타스        |
| 1    | 내야수 | 이와무리 아키노리 (岩村明憲)     | 1979년 2월 9일   | 도쿄 야쿠르트 스왈로스     |
| 2    | 내야수 | 오가사와라 미치히로 (小笠原道大) | 1973년 10월 25일 | 홋카이도 니혼햄 파이터스   |
| 4    | 내야수 | 마쓰나카 노부히코 (松中信彦)     | 1973년 12월 26일 | 후쿠오카 소프트뱅크 호크스 |
| 7    | 내야수 | 니시요카 츠요시 (西岡剛)         | 1984년 7월 27일  | 지바 롯데 마린스           |
| 8    | 내야수 | 이마에 토시야키 (今江敏晃)       | 1983년 8월 26일  | 지바 롯데 마린스           |
| 10   | 내야수 | 미야모토 신야 (宮本慎也)         | 1970년 11월 5일  | 도쿄 야쿠르트 스왈로스     |
| 25   | 내야수 | 아라히 타카히로 (新井貴浩)       | 1977년 1월 30일  | 히로시마 도요 카프         |
| 52   | 내야수 | 가와사키 무네노리 (川崎宗則)     | 1981년 6월 3일   | 후쿠오카 소프트뱅크 호크스 |
| 5    | 외야수 | 와다카즈히로 (和田一浩)          | 1972년 6월 19일  | 사이타마 세이부 라이온스   |
| 6    | 외야수 | 타무라 히토시 (多村仁)           | 1977년 5월 28일  | 요코하마 베이스타스        |
| 9    | 외야수 | 긴조 다스히코 (金城龍彦)         | 1976년 7월 27일  | 요코하마 베이스타스        |
| 17   | 외야수 | 후쿠도메 고스케 (福留孝介)       | 1977년 4월 26일  | 주니치 드래건스            |
| 23   | 외야수 | 아오키 노리치카 (青木宣親)       | 1982년 1월 5일   | 도쿄 야쿠르트 스왈로스     |
| 51   | 외야수 | 스즈키 이치로 (イチロー)         | 1973년 10월 22일 | 시애틀 매리너스            |

### 대한민국
- 감독 81 김인식
- 코치 70 김재박, 75 류중일, 76 유지현, 80 조범현, 90 선동열

| 번호 | 포지션 | 선수   | 생년월일         | 소속 팀             |
| ---- | ------ | ------ | ---------------- | ------------------- |
| 36   | 투수   | 배영수 | 1981년 5월 4일   | 삼성 라이온즈       |
| 45   | 투수   | 봉중근 | 1980년 7월 15일  | 신시내티 레즈       |
| 21   | 투수   | 정대현 | 1978년 11월 10일 | SK 와이번스         |
| 41   | 투수   | 정재훈 | 1980년 1월 1일   | 두산 베어스         |
| 28   | 투수   | 전병두 | 1984년 10월 14일 | KIA 타이거스        |
| 49   | 투수   | 김병현 | 1979년 1월 19일  | 콜로라도 로키스     |
| 51   | 투수   | 김선우 | 1977년 9월 4일   | 콜로라도 로키스     |
| 15   | 투수   | 구대성 | 1969년 8월 2일   | 뉴욕 메츠           |
| 17   | 투수   | 오승환 | 1982년 7월 15일  | 삼성 라이온즈       |
| 61   | 투수   | 박찬호 | 1973년 6월 30일  | 샌디에이고 파드리스 |
| 26   | 투수   | 서재응 | 1977년 5월 24일  | 탬파베이 레이스     |
| 1    | 투수   | 손민한 | 1975년 1월 2일   | 롯데 자이언츠       |
| 44   | 포수   | 조인성 | 1975년 5월 25일  | LG 트윈스           |
| 22   | 포수   | 홍성흔 | 1977년 2월 28일  | 두산 베어스         |
| 20   | 포수   | 진갑용 | 1974년 5월 8일   | 삼성 라이온즈       |
| 11   | 내야수 | 최희섭 | 1979년 3월 16일  | 로스앤젤레스 다저스 |
| 18   | 내야수 | 김동주 | 1976년 2월 3일   | 두산 베어스         |
| 6    | 내야수 | 김재걸 | 1972년 9월 7일   | 삼성 라이온즈       |
| 16   | 내야수 | 김종국 | 1973년 9월 14일  | KIA 타이거스        |
| 14   | 내야수 | 김민재 | 1973년 1월 3일   | 한화 이글스         |
| 52   | 내야수 | 김태균 | 1982년 5월 29일  | 한화 이글스         |
| 25   | 내야수 | 이승엽 | 1976년 8월 18일  | 요미우리 자이언츠   |
| 3    | 내야수 | 박진만 | 1976년 11월 30일 | 삼성 라이온즈       |
| 9    | 외야수 | 이병규 | 1974년 10월 25일 | LG 트윈스           |
| 35   | 외야수 | 이진영 | 1980년 6월 15일  | SK 와이번스         |
| 7    | 외야수 | 이종범 | 1970년 8월 15일  | KIA 타이거스        |
| 33   | 외야수 | 박용택 | 1979년 4월 21일  | LG 트윈스           |
| 12   | 외야수 | 송지만 | 1973년 3월 2일   | 현대 유니콘스       |

## B조

### 캐나다
- 감독 어니 휘트
- 코치 데니스 바우처 (투수), 팀 레이퍼, 롭 듀시, 래리 워커, 토미 크레이그 (트레이너)

| 번호 | 포지션 | 선수                | 생년월일 | 소속 팀             |
| ---- | ------ | ------------------- | -------- | ------------------- |
| 49   | 투수   | 에릭 베다드         |          | 볼티모어 오리올스   |
| 35   | 투수   | 크리스 베그         |          | 프레스노 그리질리스 |
| 37   | 투수   | 릴 코미어           |          | 필라델피아 필리스   |
| 28   | 투수   | 제스 크레인         |          | 미네소타 트윈스     |
| 22   | 투수   | 에릭 시르           |          | 퉁이 라이온즈       |
| 26   | 투수   | 제프 프란시스       |          | 콜로라도 로키스     |
| 24   | 투수   | 스티브 그린         |          | 톨레도 머드핸스     |
| 20   | 투수   | 아담 로웬           |          | 보위 베이삭스       |
| 36   | 투수   | 스캇 매디슨         |          | 필라델피아 필리스   |
| 15   | 투수   | 마이크 마이어스     |          | 헌츠빌 스타스       |
| 31   | 투수   | 아론 미에트         |          | 요크 레볼루션       |
| 32   | 투수   | 빈스 퍼킨스         |          | 캠던 리버샥스       |
| 48   | 투수   | 폴 퀀트릴           |          | 플로리다 말린스     |
| 34   | 투수   | 크리스 레이츠마     |          | 시애틀 매리너스     |
| 39   | 포수   | 피트 라포레스트     |          | 멕시칼리 이글스     |
| 8    | 포수   | 크리스 로빈슨       |          | 디트로이트 타이거스 |
| 17   | 포수   | 막심 세인트 피에레  |          | 디트로이트 타이거스 |
| 11   | 내야수 | 스터비 클랩         |          | 에드먼턴 크래커캣츠 |
| 47   | 내야수 | 코리 코스키         |          | 밀워키 브루어스     |
| 27   | 내야수 | 저스틴 모노         |          | 미네소타 트윈스     |
| 16   | 내야수 | 케빈 니철슨         |          | 서머셋 패트리어츠   |
| 4    | 내야수 | 피터 오르           |          | 애틀랜타 브레이브스 |
| 3    | 내야수 | 맷 로젤스타드       |          | 시애틀 매리너스     |
| 50   | 내야수 | 스콧 토먼           |          | 리치몬드 브레이브스 |
| 38   | 외야수 | 제이슨 베이         |          | 피츠버그 파이리츠   |
| 18   | 외야수 | 세바스티엔 바우처   |          | 노퍽 타이즈         |
| 45   | 외야수 | 애런 기엘           |          | 캔자스시티 로열스   |
| 19   | 외야수 | 라이언 라드마노비치 |          | 서머셋 패트리어츠   |
| 12   | 외야수 | 맷 스테어즈         |          | 캔자스시티 로열스   |
| 7    | 외야수 | 애덤 스테른         |          | 보스턴 레드삭스     |

### 멕시코
- 감독 프란시스코 에스트라다
- 코치 페르난도 발렌수엘라 (투수), 테드 이게라 (투수)

| 번호 | 포지션 | 선수                     | 생년월일 | 소속 팀                     |
| ---- | ------ | ------------------------ | -------- | --------------------------- |
| 56   | 투수   | 루이스 아얄라            |          | 워싱턴 내셔널스             |
| 48   | 투수   | 프란시스코 캄포스        |          | 캄페체 파이어리츠           |
| 51   | 투수   | 다비드 코르테스          |          | 콜로라도 로키스             |
| 47   | 투수   | 호르헤 데 라 로사        |          | 캔자스시티 로열스           |
| 45   | 투수   | 엘머 데슨즈              |          | 캔자스시티 로열스           |
| 54   | 투수   | 에드가르 곤살레스        |          | 애리조나 다이아몬드백스     |
| 21   | 투수   | 에스테반 로아이자        |          | 오클랜드 애슬레틱스         |
| 13   | 투수   | 로드리고 로페스          |          | 볼티모어 오리올스           |
| 33   | 투수   | 파블로 오르테가          |          | 멕시코 타이거스             |
| 50   | 투수   | 안토니오 오수나          |          | 멕시코 타이거스             |
| 59   | 투수   | 올리버 페레스            |          | 피츠버그 파이리츠           |
| 46   | 투수   | 로베르토 라미레스        |          | 디아블로스 로호스 델 멕시코 |
| 52   | 투수   | 데니스 레예스            |          | 미네소타 트윈스             |
| 73   | 투수   | 리카르도 링콘            |          | 세인트루이스 카디널스       |
| 57   | 투수   | 오스카 비야레알          |          | 휴스턴 애스트로스           |
| 24   | 포수   | 아단 무뇨스              |          | 멕시코 타이거스             |
| 29   | 포수   | 헤로니모 힐              |          | 오타와 링스                 |
| 20   | 포수   | 미겔 오헤다              |          | 콜로라도 로키스             |
| 8    | 내야수 | 알프레도 아메사가        |          | 플로리다 말린스             |
| 3    | 내야수 | 호르헤 칸투              |          | 플로리다 말린스             |
| 9    | 내야수 | 비니 카스티야            |          | 샌디에이고 파드리스         |
| 17   | 내야수 | 후안 카스트로            |          | 미네소타 트윈스             |
| 26   | 내야수 | 루이스 크루스            |          | 모바일 베이베어스           |
| 47   | 내야수 | 에루비엘 두라소          |          | 텍사스 레인저스             |
| 22   | 내야수 | 벤지 힐                  |          | 캔자스시티 로열스           |
| 23   | 내야수 | 아드리안 곤살레스        |          | 샌디에이고 파드리스         |
| 28   | 외야수 | 카림 가르시아            |          | 술탄스 데 몬테레이          |
| 36   | 외야수 | 루이스 알폰소 가르시아   |          | 뉴욕 양키스                 |
| 18   | 외야수 | 루이스 카를로스 가르시아 |          | 멕시코 타이거스             |
| 7    | 외야수 | 마리오 발렌수엘라        |          | 사라페로스 데 살티요        |

### 남아프리카 공화국
- 코치 리 스미스 (투수)

| 번호 | 포지션 | 선수                | 생년월일         | 소속 팀              |
| ---- | ------ | ------------------- | ---------------- | -------------------- |
| 35   | 투수   | 배리 아미티지       | 1979년 5월 11일  | 캔자스시티 로열스    |
| 28   | 투수   | 티론 브란트         | 1985년 4월 3일   |                      |
| 37   | 투수   | 매튜 댄서           |                  |                      |
| 20   | 투수   | 카린 드레위에르     |                  |                      |
| 7    | 투수   | 샤논 에커만스       |                  | 노스다코타주립대학교 |
| 10   | 투수   | 자레드 엘라리오     |                  |                      |
| 45   | 투수   | 레스터 포르티운     |                  |                      |
| 76   | 투수   | 게빈 제프리스       |                  |                      |
| 44   | 투수   | 티론 라몬트         | 1985년 4월 3일   | AZL 매리너스         |
| 22   | 투수   | 게리 마리           |                  |                      |
| 27   | 투수   | 칼 마이클스         | 1981년 5월 21일  | 애슬론 애슬레틱스    |
| 25   | 투수   | 대런 스미스         |                  |                      |
| 3    | 투수   | 로베르트 베르슈렌   |                  |                      |
| 18   | 포수   | 카일 보사           |                  | 보사시그             |
| 15   | 포수   | 브래들리 에라스무스 |                  |                      |
| 9    | 포수   | 워렌 헤르만         |                  | 애슬론 애슬레틱스    |
| 31   | 포수   | 윌리엠 켐프         |                  |                      |
|      | 내야수 | 테비 앤드루         |                  |                      |
| 12   | 내야수 | 폴 벨               | 1980년 6월 24일  |                      |
| 29   | 내야수 | 니콜라스 뎀프시     | 1978년 12월 15일 |                      |
| 6    | 내야수 | 딜란 헤인스         |                  |                      |
| 11   | 내야수 | 제이드 헨드릭스     |                  |                      |
| 14   | 내야수 | 패트릭 노데         |                  |                      |
| 2    | 내야수 | 조너선 필립스       | 1986년 4월 16일  |                      |
| 23   | 내야수 | 브렛 윌렘버그       | 1984년 7월 2일   | 바시티 올드 보이스   |
| 41   | 외야수 | 이안 부처           |                  |                      |
| 33   | 외야수 | 제이슨 쿡           | 1975년 7월 8일   |                      |
| 26   | 외야수 | 두에인 펠트맨       |                  |                      |
| 24   | 외야수 | 게빈 레이           |                  |                      |
| 38   | 외야수 | 애슐리 스캇         |                  |                      |
| 30   | 외야수 | 리카르도 실주어     |                  | 애슬론 애슬레틱스    |

### 미국
- 감독 벅 마르티네스
- 코치 마르셀 라체만, 데이비 존슨, 존 맥라렌, 레지 스미스

| 번호 | 포지션 | 선수              | 생년월일         | 소속 팀               |
| ---- | ------ | ----------------- | ---------------- | --------------------- |
| 22   | 투수   | 로저 클레멘스     | 1962년 8월 4일   | 휴스턴 애스트로스     |
| 32   | 투수   | 채드 코데로       | 1982년 3월 18일  | 워싱턴 내셔널스       |
| 40   | 투수   | 브라이언 푸엔테스 | 1975년 8월 9일   | 콜로라도 로키스       |
| 59   | 투수   | 토드 존스         | 1968년 4월 24일  | 디트로이트 타이거스   |
| 19   | 투수   | 알 라이터         | 1965년 10월 23일 | 뉴욕 양키스           |
| 54   | 투수   | 브래드 릿지       | 1976년 12월 23일 | 휴스턴 애스트로스     |
| 38   | 투수   | 게리 마제스키     | 1980년 2월 26일  | 워싱턴 내셔널스       |
| 36   | 투수   | 조 네이선         | 1974년 11월 22일 | 미네소타 트윈스       |
| 45   | 투수   | 제이크 피비       | 1981년 5월 31일  | 샌디에이고 파드리스   |
| 62   | 투수   | 스캇 쉴즈         | 1975년 7월 22일  | 로스앤젤레스 에인절스 |
| 20   | 투수   | 휴스턴 스트리트   | 1983년 8월 2일   | 오클랜드 어슬레틱스   |
| 50   | 투수   | 마이크 팀린       | 1966년 3월 10일  | 보스턴 레드삭스       |
| 39   | 투수   | 댄 휠러           | 1977년 12월 10일 | 탬파베이 레이스       |
| 35   | 투수   | 돈트렐 윌리스     | 1982년 1월 12일  | 디트로이트 타이거스   |
| 8    | 포수   | 마이클 배럿       | 1976년 10월 22일 | 샌디에이고 파드리스   |
| 24   | 포수   | 브라이언 슈나이더 | 1976년 11월 26일 | 워싱턴 내셔널스       |
| 33   | 포수   | 제이슨 베리텍     | 1972년 4월 11일  | 보스턴 레드삭스       |
| 2    | 내야수 | 데릭 지터         | 1974년 6월 26일  | 뉴욕 양키스           |
| 10   | 내야수 | 치퍼 존스         | 1972년 4월 24일  | 애틀란타 브레이브스   |
| 25   | 내야수 | 데릭 리           | 1975년 9월 6일   | 시카고 컵스           |
| 13   | 내야수 | 알렉스 로드리게스 | 1975년 7월 27일  | 뉴욕 양키스           |
| 23   | 내야수 | 마크 테세이라     | 1980년 4월 11일  | 애틀란타 브레이브스   |
| 26   | 내야수 | 체이스 어틀리     | 1978년 12월 17일 | 필라델피아 필리스     |
| 1    | 내야수 | 마이클 영         | 1976년 10월 19일 | 텍사스 레인저스       |
| 18   | 외야수 | 자니 데이먼       | 1973년 11월 5일  | 뉴욕 양키스           |
| 7    | 외야수 | 제프 프랑코어     | 1984년 1월 8일   | 애틀란타 브레이브스   |
| 3    | 외야수 | 켄 그리피 주니어  | 1969년 11월 21일 | 시카고 화이트삭스     |
| 5    | 외야수 | 맷 할리데이       | 1980년 1월 15일  | 콜로라도 로키스       |
| 6    | 외야수 | 버넌 웰스         | 1978년 12월 8일  | 토론토 블루제이스     |
| 21   | 외야수 | 랜디 윈           | 1974년 6월 9일   | 샌프란시스코 자이언츠 |

## C조

### 쿠바
감독 히기니오 벨레스
| 번호 | 포지션 | 선수                   | 생년월일 | 소속 팀          |
| ---- | ------ | ---------------------- | -------- | ---------------- |
| 26   | 투수   | 루이스 보로토          |          | 비야 클라라      |
| 79   | 투수   | 마이켈 폴치            |          | 시에고 데 아빌라 |
| 48   | 투수   | 율리에스키 곤잘레스    |          | 하바나           |
| 99   | 투수   | 페드로 루이스 라소     |          | 피나르 델 리오   |
| 90   | 투수   | 야델 마르티            |          | 인더스트레일스   |
| 58   | 투수   | 혼더 마르티네스        |          | 하바나           |
| 97   | 투수   | 유니에스키 마야        |          | 피나르 델 리오   |
| 23   | 투수   | 비셔핸드리 오데린      |          | 카마구에이       |
| 16   | 투수   | 아디엘 팔마            |          | 시엔푸에고스     |
| 62   | 투수   | 야디에르 페드로소      |          | 하바나           |
| 81   | 투수   | 요스바니 페레스        |          | 시엔푸에고스     |
| 19   | 투수   | 오르마리 로메로        |          | 산티아고 데 쿠바 |
| 4    | 투수   | 데이니스 수아레스      |          | 인더스트레일스   |
| 61   | 포수   | 로저 마차도            |          | 후벤투드 섬      |
| 51   | 포수   | 에리엘 산체스          |          | 산티 스피릿투스  |
| 54   | 내야수 | 레슬리 앤더슨          |          | 카마구에이       |
| 53   | 내야수 | 아리엘 보레로          |          | 비야 클라라      |
| 12   | 내야수 | 미첼 엔리케스          |          | 후벤투드 섬      |
| 10   | 내야수 | 율리에스키 구리엘      |          | 산티 스피릿투스  |
| 42   | 내야수 | 후안 카를로스 모네로   |          | 후벤투드 섬      |
| 2    | 내야수 | 에드아도 파렛          |          | 비야 클라라      |
| 14   | 내야수 | 호안 카를로스 페드로소 |          | 라스 투나스      |
| 11   | 내야수 | 루디 레예스            |          | 인더스트레일스   |
| 24   | 외야수 | 프레데릭 세페다        |          | 산티 스피릿투스  |
| 31   | 외야수 | 요안드리 가를로보      |          | 만탄사스         |
| 21   | 외야수 | 알렉세이 라미레스      |          | 피나르 델 리오   |
| 56   | 외야수 | 카를로스 타바레스      |          | 인더스트레일스   |
| 46   | 외야수 | 오스마니 우루티아      |          | 라스 투나스      |

### 네덜란드
감독 로버트 에인혼
| 번호 | 포지션 | 선수                    | 생년월일 | 소속 팀                   |
| ---- | ------ | ----------------------- | -------- | ------------------------- |
| 47   | 투수   | 다비드 베르흐만         |          | 킨헤임                    |
| 10   | 투수   | 케니 베르켄보스         |          | 암스테르담 파이어리츠     |
|      | 투수   | 레온 보이드             |          | 넵투누스                  |
| 19   | 투수   | 로브 코르데만스         |          | SV ADO                    |
| 14   | 투수   | 데버 드라이에르         |          | 피오니어스                |
| 40   | 투수   | 흐레호리 휘스티나       |          | 넵투누스                  |
| 45   | 투수   | 에이르 어르엔스         |          | 레이크랜드 플라잉타이거스 |
| 16   | 투수   | 칼빈 마위로             |          | 넵투누스                  |
| 36   | 투수   | 디에호마르 마르카웰     |          | 넵투누스                  |
| 39   | 투수   | 샤이론 마르티스         |          | 스코츠데일 자이언츠       |
| 31   | 투수   | 알렉산더 스미트         |          | 포트마이어스 미라클       |
| 34   | 투수   | 닉 스투이프베르헨       |          | 암스테르담 파이어리츠     |
|      | 투수   | 톰 스투이프베르헨       |          | 암스테르담 파이어리츠     |
| 3    | 투수   | 로빈 반 도른스페이크    |          | SV ADO                    |
| 13   | 투수   | 미히엘 반 캄펜          |          | 킨헤임                    |
| 15   | 포수   | 마이켈 베네르           |          | SV ADO                    |
| 33   | 포수   | 하이론 이세니아         |          | 몽고메리 비스킷츠         |
| 24   | 포수   | 시드니 데 종            |          | 암스테르담 파이어리츠     |
| 12   | 내야수 | 샤르놀 아드리아나       |          | 투네로스 데 샌 루이스     |
| 17   | 내야수 | 이바논 코피에           |          | 알메르'90                 |
| 1    | 내야수 | 미하엘 두르스마         |          | 피오니어스                |
| 26   | 내야수 | 페르시 이세니아         |          | SV ADO                    |
| 30   | 내야수 | 라일리 레히토           |          | 넵투누스                  |
| 35   | 내야수 | 란달 시몬               |          | 오릭스 버펄로스           |
| 4    | 내야수 | 에인레이 스타티아       |          | 오렘 오웰스               |
| 23   | 외야수 | 온니 발렌티나           |          | 넵투누스                  |
|      | 외야수 | 이어렌델 데카스테르     |          | 인디아나폴리스 인디언스   |
| 25   | 외야수 | 앤드루아 오네스         |          | 애틀란타 브레이브스       |
| 21   | 외야수 | 외헤네 킹살레           |          | 보위 베이삭스             |
| 7    | 외야수 | 하비 몬테               |          | SV ADO                    |
| 27   | 외야수 | 다니 롬블레이           |          | 킨헤임                    |
| 18   | 외야수 | 디르크 반'트 클루스테르 |          | 킨헤임                    |

### 파나마
| 번호 | 포지션 | 선수                 | 생년월일 | 소속 팀             |
| ---- | ------ | -------------------- | -------- | ------------------- |
| 23   | 투수   | 매니 아코스타        |          | 애틀란타 브레이브스 |
| 24   | 투수   | 알베니스 카스틸로    |          |                     |
| 22   | 투수   | 비엔베니도 세데노    |          |                     |
| 27   | 투수   | 브루스 첸            |          |                     |
| 36   | 투수   | 마누엘 코르파스      |          | 콜로라도 로키스     |
| 25   | 투수   | 호르게 코르테스      |          |                     |
| 58   | 투수   | 로게르 데아고        |          |                     |
| 18   | 투수   | 파올로 에스피노      |          |                     |
| 31   | 투수   | 미겔 고메스          |          |                     |
| 12   | 투수   | 산토스 헤르난데스    |          |                     |
| 56   | 투수   | 렌 피코타            |          |                     |
| 29   | 투수   | 라몬 라미레즈        |          |                     |
| 33   | 투수   | 다비스 로메로        |          | 토론토 블루제이스   |
| 8    | 포수   | 다마소 에스피노      |          |                     |
| 16   | 포수   | 카를로스 무노스      |          |                     |
| 49   | 포수   | 세사르 퀸테로        |          |                     |
| 51   | 포수   | 카를로스 루이스      |          | 필라델피아 필리스   |
| 7    | 내야수 | 하비에르 카스틸로    |          |                     |
| 11   | 내야수 | 빈센테 가리발도      |          |                     |
| 32   | 내야수 | 요니 라소            |          |                     |
| 30   | 내야수 | 오를란도 밀레르      |          |                     |
| 15   | 내야수 | 올메도 사엔스        |          |                     |
| 4    | 외야수 | 이얼 아그놀리        |          |                     |
| 26   | 외야수 | 아우데스 데 레온     |          |                     |
| 17   | 외야수 | 프레디 에레라        |          |                     |
| 45   | 외야수 | 카를로스 리          |          | 휴스턴 애스트로스   |
| 64   | 외야수 | 셰르만 오반도        |          |                     |
| 28   | 외야수 | 아돌포 리베라        |          |                     |
| 14   | 외야수 | 루벤 리베라          |          |                     |
| 1    | 외야수 | 마누엘 O. 로드리게스 |          |                     |

### 푸에르토리코
감독 호세 오퀜도
| 번호 | 포지션 | 선수               | 생년월일 | 소속 팀                 |
| ---- | ------ | ------------------ | -------- | ----------------------- |
| 9    | 투수   | 페데리코 바에스    |          | 웨스트텐 다이아몬드잭스 |
| 56   | 투수   | 페르난도 카브레라  |          | 클리블랜드 인디언스     |
| 50   | 투수   | 키코 칼레로        |          | 오클랜드 어슬레틱스     |
| 58   | 투수   | 윌리에 콜라소      |          | 빙햄턴 메츠             |
| 48   | 투수   | 페드로 펠리시아노  |          | 뉴욕 메츠               |
| 43   | 투수   | 디키 곤잘레스      |          | 야쿠르트 스왈로스       |
| 55   | 투수   | 이반 말도나도      |          | 빙햄턴 메츠             |
| 45   | 투수   | 조수에 마토스      |          | 네와르크 베어스         |
| 29   | 투수   | 주안 파딜라        |          | 뉴욕 메츠               |
| 38   | 투수   | 조엘 피네이로      |          | 세인트루이스 카디널스   |
| 57   | 투수   | 크리스 로자스      |          | 알투나 커브             |
| 52   | 투수   | 오를란도 로만      |          | 빙햄턴 메츠             |
| 33   | 투수   | J. C. 로메로       |          | LA 에인절스             |
| 40   | 투수   | 호세 산티아고      |          | 뉴욕 메츠               |
| 23   | 투수   | 자비에르 바스퀘스  |          | 시카고 화이트삭스       |
| 8    | 포수   | 자비 로페스        |          | 볼티모어 오리올스       |
| 4    | 포수   | 야디에르 몰리나    |          | 세인트루이스 카디널스   |
| 7    | 포수   | 이반 로드리게스    |          | 뉴욕 양키스             |
| 17   | 포수   | 자비에르 발렌타인  |          | 신시내티 레즈           |
| 12   | 내야수 | 알렉스 신트론      |          | 시카고 화이트삭스       |
| 13   | 내야수 | 알렉스 코라        |          | 보스턴 레드삭스         |
| 25   | 내야수 | 카를로스 델가도    |          | 뉴욕 메츠               |
| 6    | 내야수 | 루벤 고테이        |          | 캔자스시티 로열스       |
| 5    | 내야수 | 에두아르도 페레스  |          | 클리블랜드 인디언스     |
| 10   | 내야수 | 호세 발렌타인      |          | 뉴욕 메츠               |
| 15   | 외야수 | 카를로스 벨트란    |          | 뉴욕 메츠               |
| 22   | 외야수 | 호세 크러즈 주니어 |          | 로스앤젤레스 다저스     |
| 24   | 외야수 | 리키 레디          |          | 로스앤젤레스 다저스     |
| 32   | 외야수 | 루이스 마토스      |          | 볼티모어 오리올스       |
| 19   | 외야수 | 알렉스 리오스      |          | 토론토 블루제이스       |
| 51   | 외야수 | 베르니에 윌리엄스  |          | 뉴욕 양키스             |

## D조

### 오스트레일리아
- 감독 존 디블

| 번호 | 포지션 | 선수                 | 생년월일         | 소속 팀             |
| ---- | ------ | -------------------- | ---------------- | ------------------- |
| 31   | 투수   | 크레이그 앤더슨      | 1980년 10월 30일 |                     |
| 21   | 투수   | 필 브래싱턴          | 1970년 4월 19일  |                     |
| 11   | 투수   | 애덤 브라이트        | 1984년 8월 11일  |                     |
| 57   | 투수   | 애드리안 번사이드    | 1977년 3월 15일  |                     |
| 30   | 투수   | 트리스탄 크로포드    | 1982년 7월 22일  |                     |
| 13   | 투수   | 매튜 가한            | 1975년 11월 26일 |                     |
| 44   | 투수   | 웨인 런드그렌        | 1982년 4월 21일  |                     |
| 15   | 투수   | 파울 밀드렌          | 1984년 5월 3일   |                     |
| 27   | 투수   | 데미안 모스          | 1976년 11월 24일 |                     |
| 42   | 투수   | 피터 모이런          | 1978년 12월 2일  | 애틀란타 브레이브스 |
|      | 투수   | 라이언 롤런드-스미스 | 1983년 1월 26일  |                     |
| 24   | 투수   | 존 스테븐스          | 1979년 11월 15일 | 오타와 링스         |
| 39   | 투수   | 필 스토크맨          | 1980년 1월 25일  | 애틀란타 브레이브스 |
| 19   | 투수   | 리치 톰프슨          | 1984년 7월 1일   | LA 에인절스         |
| 48   | 포수   | 마이클 콜린스        | 1984년 7월 18일  |                     |
| 47   | 포수   | 앤드루 그라함        | 1982년 4월 22일  | 디트로이트 타이거즈 |
| 35   | 포수   | 매튜 켄트            | 1980년 7월 2일   |                     |
| 7    | 내야수 | 트렌드 더링턴        | 1975년 8월 27일  |                     |
| 4    | 내야수 | 가빈 핑글레손        | 1976년 8월 5일   |                     |
| 29   | 내야수 | 브래들리 하르만      | 1985년 11월 19일 |                     |
| 26   | 내야수 | 저스틴 허버          | 1982년 7월 1일   |                     |
| 16   | 내야수 | 루크 휴스            | 1984년 8월 2일   |                     |
| 22   | 내야수 | 브렌던 킹맨          | 1973년 5월 22일  |                     |
| 14   | 내야수 | 데이브 닐슨          | 1969년 12월 14일 |                     |
| 6    | 내야수 | 로드니 반 뷔센       | 1980년 9월 25일  |                     |
|      | 내야수 | 글렌 윌리엄스        | 1977년 7월 18일  |                     |
| 25   | 외야수 | 톰 브라이스          | 1981년 8월 24일  |                     |
| 8    | 외야수 | 트렌트 오엘트젠      | 1983년 2월 28일  |                     |
| 17   | 외야수 | 브렛 로네버그        | 1979년 5월 2일   |                     |
| 23   | 외야수 | 파울 룻저스          | 1984년 1월 17일  |                     |

### 도미니카 공화국
감독 매니 액타
| 번호 | 포지션 | 선수                | 생년월일         | 소속 팀                 |
| ---- | ------ | ------------------- | ---------------- | ----------------------- |
| 2    | 내야수 | 플라시도 폴랑코     | 1975년 10월 10일 | 디트로이트 타이거즈     |
| 4    | 내야수 | 윌리 타베라스       | 1981년 12월 25일 | 콜로라도 로키스         |
| 5    | 내야수 | 알버트 푸홀스       | 1980년 1월 16일  | 세인트루이스 카디널스   |
| 7    | 내야수 | 페드로 펠리스       | 1975년 4월 27일  | 필라델피아 필리스       |
| 9    | 내야수 | 호세 레예스         | 1983년 6월 11일  | 뉴욕 메츠               |
| 10   | 내야수 | 미겔 타자다         | 1976년 5월 25일  | 휴스턴 애스트로스       |
| 12   | 내야수 | 알폰소 소리아노     | 1976년 1월 7일   | 시카고 컵스             |
| 15   | 포수   | 후안 브리토         | 1979년 11월 7일  | 애리조나 다이아몬드백스 |
| 15   | 투수   | 살로몬 토레스       | 1972년 3월 11일  | 피츠버그 파이리츠       |
| 18   | 외야수 | 모이시스 알루       | 1966년 7월 3일   | 뉴욕 메츠               |
| 19   | 외야수 | 후안 엔카내시온     | 1976년 3월 8일   | 세인트루이스 카디널스   |
| 20   | 내야수 | 로니 벨리아드       | 1975년 4월 7일   | 워싱턴 내셔널스         |
| 22   | 포수   | 알베르토 카스틸로   | 1970년 2월 10일  | 워싱턴 내셔널스         |
| 26   | 외야수 | 윌리 모 페나        | 1982년 1월 23일  | 워싱턴 내셔널스         |
| 27   | 외야수 | 블라디미르 게레로   | 1975년 2월 9일   | LA 에인절스             |
| 29   | 내야수 | 애드리안 벨트레     | 1979년 4월 7일   | 시애틀 매리너스         |
| 31   | 포수   | 로니 파울리노       | 1981년 4월 21일  | 피츠버그 파이리츠       |
| 33   | 투수   | 호르헤 소사         | 1977년 4월 28일  | 뉴욕 메츠               |
| 34   | 내야수 | 데이빗 오티스       | 1975년 11월 18일 | 보스턴 레드삭스         |
| 35   | 투수   | 다니엘 카브레라     | 1981년 5월 28일  | 볼티모어 오리올스       |
| 38   | 투수   | 다마소 마르테       | 1975년 2월 14일  | 뉴욕 양키스             |
| 40   | 투수   | 바르톨로 콜론       | 1973년 5월 24일  | LA 에인절스             |
| 41   | 투수   | 프란시스코 리리아노 | 1983년 10월 26일 | 미네소타 트윈스         |
| 43   | 투수   | 미겔 바티스타       | 1971년 2월 19일  | 애리조나 다이아몬드백스 |
| 47   | 투수   | 로빈슨 테제다       | 1982년 3월 24일  | 필라델피아 필리스       |
| 51   | 투수   | 유드 브리토         | 1978년 8월 19일  | 필라델피아 필리스       |
| 52   | 투수   | 두아너 산체스       | 1979년 10월 14일 | 뉴욕 메츠               |
| 53   | 투수   | 줄리안 타바레스     | 1973년 5월 22일  | 애틀란타 브레이브스     |
| 55   | 투수   | 오달리스 페레스     | 1977년 6월 7일   | 로스앤젤레스 다저스     |
| 56   | 투수   | 페르난도 로드니     | 1977년 3월 18일  | 디트로이트 타이거즈     |

### 이탈리아
감독 맷 갈란트
| 번호 | 포지션 | 선수                    | 생년월일         | 소속 팀                |
| ---- | ------ | ----------------------- | ---------------- | ---------------------- |
| 53   | 투수   | 필 바르칠라             | 1979년 1월 25일  | 라운드록 익스프레스    |
| 43   | 투수   | 리카르도 데 산티스      | 1980년 1월 4일   | 프링크 그로세토        |
| 55   | 투수   | 레니 디나르도           | 1979년 9월 19일  | 오클랜드 어슬레틱스    |
| 22   | 투수   | 토니 피오레             | 1971년 10월 12일 | 톨레도 머드핸스        |
| 45   | 투수   | 마이크 갈로             | 1977년 4월 2일   | 휴스턴 애스트로스      |
| 49   | 투수   | 제이슨 그릴리           | 1976년 11월 11일 | 디트로이트 타이거즈    |
| 38   | 투수   | 토드 인칸탈루포         | 1976년 5월 18일  | 이탈레니 볼로냐        |
| 36   | 투수   | 마르크 라마치아         | 1982년 3월 27일  | 베이커스필드 블레이즈  |
| 17   | 투수   | 알렉스 마에스트리       | 1985년 6월 1일   | 보이시 호크스          |
| 13   | 투수   | 존 망지에리             | 1976년 9월 24일  | T&A 산마리노           |
| 58   | 투수   | 단 미셀리               | 1970년 9월 9일   | 탬파베이 블루제이스    |
| 28   | 투수   | 파비오 밀라노           | 1977년 8월 2일   | 이탈레니 볼로냐        |
| 40   | 투수   | 카세이 올렌베르게르     | 1978년 3월 18일  | 솔트레이크 비스        |
| 37   | 투수   | 다비드 롤란디니         | 1979년 2월 6일   | 프링크 그로세토        |
| 14   | 포수   | 매트 세리아니           | 1976년 1월 9일   | 카페 다네시 네투노     |
| 20   | 포수   | 토마스 그레고리오       | 1977년 5월 5일   | 샌안토니오 미션스      |
| 31   | 포수   | 마이크 피아자           | 1968년 9월 4일   | 오클랜드 어슬레틱스    |
| 34   | 내야수 | 다비데 달로스페다일     | 1977년 9월 12일  | 이탈레니 볼로냐        |
| 6    | 내야수 | 토니 지아라타노         | 1982년 11월 29일 | 에리에시울브스         |
| 42   | 내야수 | 클라우디오 리베르치아니 | 1975년 3월 4일   | 이탈레니 볼로냐        |
| 4    | 내야수 | 프랑크 메네키노         | 1971년 1월 7일   | 루이스빌 배츠          |
| 26   | 내야수 | 자이로 라모스 지치      | 1971년 7월 21일  | 프링크 그로세토        |
| 18   | 내야수 | 마르크 사코마노         | 1980년 4월 30일  | 코르퍼스 크리스티 훅스 |
| 1    | 내야수 | 잭 산토라               | 1976년 10월 6일  | 뉴와르크 베어스        |
| 15   | 내야수 | 빈세 시니시             | 1981년 11월 7일  | 프리소코 러프라이더스  |
| 3    | 외야수 | 제임스 부체리           | 1968년 11월 12일 | 텔레마켓 리미니        |
| 27   | 외야수 | 프랑크 카탈라노토       | 1974년 4월 27일  | 토론토 블루제이스      |
| 24   | 외야수 | 더스틴 델루키           | 1977년 12월 23일 | 모빌 베이베어스        |
| 35   | 외야수 | 발 파스커시             | 1978년 11월 17일 | 지바 롯데 마린스       |
| 25   | 외야수 | 피터 조코릴리오         | 1977년 2월 2일   |                        |

### 베네수엘라
- 감독 루이스 소호
- 코치 데이브 콘셉시온, 오스카르 에스코바르, 로베르토 에스피노자, 오마르 말라브, 루이스 살라자르

| 번호 | 포지션 | 선수                  | 생년월일         | 소속 팀               |
| ---- | ------ | --------------------- | ---------------- | --------------------- |
| 1    | 내야수 | 토마스 페레스         | 1973년 12월 29일 | 시카고 화이트삭스     |
| 2    | 내야수 | 카를로스 기옌         | 1975년 9월 30일  | 디트로이트 타이거즈   |
| 9    | 내야수 | 에드가도 알폰소       | 1973년 11월 8일  |                       |
| 12   | 내야수 | 마르코 스쿠타로       | 1975년 10월 30일 | 오클랜드 어슬레틱스   |
| 13   | 내야수 | 오마 비스켈 (주장)    | 1967년 4월 24일  | 샌프란시스코 자이언츠 |
| 15   | 투수   | 빅토르 모레노         | 1979년 6월 10일  |                       |
| 19   | 포수   | 라몬 헤르난데스       | 1976년 5월 20일  | 볼티모어 오리올스     |
| 20   | 외야수 | 후안 리베라           | 1978년 7월 3일   | LA 에인절스           |
| 21   | 포수   | 헨리 블랑코           | 1971년 8월 29일  | 시카고 컵스           |
| 23   | 투수   | 리카르도 팔마         | 1979년 9월 26일  |                       |
| 24   | 내야수 | 미겔 카브레라         | 1983년 4월 18일  | 디트로이트 타이거즈   |
| 27   | 투수   | 카를로스 헤르난데스   | 1980년 4월 22일  | 휴스턴 애스트로스     |
| 28   | 투수   | 지오반니 카브레라     | 1968년 3월 4일   | 피츠버그 파이리츠     |
| 29   | 투수   | 호르헤 줄리오         | 1979년 3월 3일   | 뉴욕 메츠             |
| 30   | 외야수 | 매글리오 오도네즈     | 1974년 1월 28일  | 디트로이트 타이거즈   |
| 31   | 투수   | 빅토르 잠브라노       | 1975년 8월 6일   | 뉴욕 메츠             |
| 34   | 투수   | 프레디 가르시아       | 1976년 6월 10일  | 디트로이트 타이거즈   |
| 36   | 투수   | 토니 아마스 주니어    | 1978년 4월 29일  | 뉴욕 메츠             |
| 37   | 투수   | 프란시스코 로드리게스 | 1982년 1월 7일   | LA 에인절스           |
| 38   | 투수   | 카를로스 잠브라노     | 1981년 6월 1일   | 시카고 컵스           |
| 39   | 투수   | 구스타보 샤신         | 1980년 12월 4일  | 토론토 블루제이스     |
| 41   | 포수   | 빅토르 마르티네스     | 1978년 12월 23일 | 클리블랜드 인디언스   |
| 45   | 투수   | 켈빔 에스코바르       | 1976년 4월 11일  | LA 에인절스           |
| 47   | 외야수 | 엔디 차베스           | 1978년 2월 7일   | 뉴욕 메츠             |
| 51   | 외야수 | 로베르트 페레스       | 1969년 6월 4일   |                       |
| 52   | 투수   | 카를로스 실바         | 1979년 4월 23일  | 시애틀 매리너스       |
| 53   | 외야수 | 바비 어브레이유       | 1974년 3월 11일  | 뉴욕 양키스           |
| 56   | 외야수 | 토니 알바레스         | 1979년 5월 10일  |                       |
| 57   | 투수   | 요한 산타나           | 1979년 3월 13일  | 뉴욕 메츠             |
| 63   | 투수   | 라파엘 베탄코트       | 1975년 4월 29일  | 클리블랜드 인디언스   |

## 같이 보기
- 2006년 월드 베이스볼 클래식
- 2009년 월드 베이스볼 클래식 선수 명단